# Polyrhachis hermione
Polyrhachis hermione é uma espécie de formiga do gênero Polyrhachis, pertencente à subfamília Formicinae.